# Kiełczew Smużny Czwarty
Kiełczew Smużny Czwarty – wieś w Polsce położona w województwie wielkopolskim, w powiecie kolskim, w gminie Koło.
W latach 1975–1998 miejscowość administracyjnie należała do województwa konińskiego.
Miejscowość leży 8 km na północ od Koła, przy drodze lokalnej z Wrzącej Wielkiej do Lubońka.